# Amore meine Stadt
Amore meine Stadt ist der Titel eines Musikalbums der österreichischen Rockband Wanda. Es ist das erste Livealbum der Band und erschien am 21. Oktober 2016 bei Vertigo Records.

## Produktion
Die auf dem Album veröffentlichten Aufnahmen entstanden beim Konzert in der Wiener Stadthalle am 22. April 2016. Die Produktion übernahm Florian Senekowitsch. Er war auch, zusammen mit Wolfgang Seehofer, für die Produktion der Aufnahmen zum Bonus ...oder irgendwer tut's statt dir verantwortlich.
Der Titel Amore meine Stadt ist dem Lied Bologna entnommen.
Beim letzten Titel des Albums versagte der Bass Webers, woraufhin er ihn am Ende zu Boden schmetterte; die „Klangpatzer“ wurden auf dem Album nicht verändert.
Die auf dem Album als Live-Version enthaltenen Stücke stammen aus den Alben Amore (Luzia, Bleib wo du warst, Dass es uns überhaupt gegeben hat, Schickt mir die Post, Auseinandergehen ist schwer, Stehengelassene Weinflaschen, Easy Baby, Ich will Schnaps, Bologna, Wenn ich zwanzig bin) und Bussi (Gib mir alles, Das wär schön, Meine beiden Schwestern, Mona Lisa der Lobau, Andi und die spanischen Frauen, Bussi Baby, 1, 2, 3, 4).

## Artwork
Das Cover zum Album zeigt eine Aufnahme aus dem Konzert; Sänger Wanda lässt sich vom Publikum durch den Zuhörerbereich tragen. Für das Artwork zeichnete Julia Zisser verantwortlich.

## Titelliste
1. Luzia (3:47)
2. Bleib wo du warst (3:03)
3. Dass es uns überhaupt gegeben hat (3:48)
4. Schickt mir die Post (4:29)
5. Gib mir alles (4:15)
6. Auseinandergehen ist schwer (3:31)
7. Das wär schön (4:21)
8. Meine beiden Schwestern (4:49)
9. Mona Lisa der Lobau (4:27)
10. Andi und die spanischen Frauen (4:08)
11. Stehengelassene Weinflaschen (4:22)
12. Bussi Baby (5:14)
13. Easy Baby (5:23)
14. Ich will Schnaps Anm. 1
15. Bologna (5:29)
16. Wenn ich zwanzig bin (6:41)
17. 1, 2, 3, 4 (9:48)
18. Luzia (3:47) Anm. 1
19. Menü / Wanda / Amore meine Stadt Anm. 1
20. ...oder irgendwer tut's statt dir Anm. 1 Anm. 2

Anmerkungen:
Anm. 1 nur auf Blu-ray Disc
Anm. 2 Die Bonus-Dokumentation „…oder irgendwer anders tuts statt dir“ zeigt Archivmaterial, so vom ersten Konzert am 15. November 2012, und weitere Videosequenzen aus der Karriere der Band.

## Musikvideo
Vom Konzert ist ein Musikvideo als Trailer veröffentlicht.
Die Blu-ray Disc zum Album enthält die Aufnahmen zum Konzert sowie Archivmaterial.

## Tournee
Kurz vor der Veröffentlichung des Albums gaben die Musiker ein Konzert im Teatro Il Celebrazioni in Bologna. Ab Ende Oktober 2016 tourte die Band durch Österreich und Deutschland.

## Rezeption

### Rezensionen
Stephan Rehm Rozanes schreibt über das Album im Musikexpress, die „Professionalität der hier mitgeschnittenen Performance“ wirke „im Vergleich zum befreienden Chaos der zurückliegenden Jahre (…) fast befremdlich.“ Das Konzert sei der vorläufige Höhepunkt der steilen Karriere Wandas.

### Chartplatzierungen
| ChartsChartplatzierungen | Höchstplatzierung | Wochen |
| ------------------------ | ----------------- | ------ |
| Österreich (Ö3)          | 11 (8 Wo.)        | 8      |
| Deutschland (GfK)        | 66 (1 Wo.)        | 1      |